# 5705 Ericsterken
5705 Ericsterken este un asteroid din centura principală de asteroizi.

## Descriere
5705 Ericsterken este un asteroid din centura principală de asteroizi. A fost descoperit pe 21 octombrie 1965 la Uccle de Henri Debehogne. El prezintă o orbită caracterizată de o semiaxă mare de 2,31 ua, o excentricitate de 0,23 și o înclinație de 4,7° în raport cu ecliptica.